# Modul al coloanei infinite la biserică (Răspopeni)
Modul al coloanei infinite la biserică este un monument amplasat în Răspopeni, raionul Șoldănești, Republica Moldova. Este un monument de artă de importanță națională inclus în Registrul monumentelor Republicii Moldova ocrotite de stat cu nr. 2951 (raionul Șoldănești). Datează din sec. XIX-XX.